# Leon Cooperman
Leon Cooperman, né le 25 avril 1943 à New York, est un investisseur, gestionnaire de fonds et philanthrope américain. Issu d'une famille modeste d'immigrants juifs, il se forme à l'économie au Hunter College et complète ses études par un MBA à la Columbia Business School. Il commence sa carrière en 1967 chez Goldman Sachs, où il passe 25 ans et dirige notamment la division de gestion d'actifs. En 1991, il fonde Omega Advisors, un hedge fund qui deviendra l'un des plus respectés grâce à sa stratégie basée sur l'analyse fondamentale.
Sa carrière n'est pas exempte de controverses : en 2016, il est impliqué dans une enquête pour délit d'initié, une affaire finalement réglée à l'amiable. Malgré cet épisode, il reste une figure influente de la finance et un ardent défenseur du capitalisme, souvent critique envers les politiques fiscales visant les grandes fortunes. En 2018, il transforme Omega Advisors en un family office pour gérer ses actifs personnels et se concentrer sur ses projets philanthropiques. Il est également engagé dans des actions caritatives de grande envergure. Signataire du Giving Pledge, il s'est engagé à donner la majeure partie de sa fortune à des causes telles que l'éducation, la santé et la lutte contre les inégalités.

## Biographie

### Jeunesse et éducation
Fils d'immigrants polonais juifs,, Cooperman naît à New York dans le South Bronx. Il est le premier de sa famille à obtenir un diplôme universitaire,. En tant qu'étudiant de premier cycle au Hunter College, il rejoint et est un membre actif de la fraternité Alpha Epsilon Pi. Après avoir obtenu son diplôme, il devient ingénieur de contrôle qualité chez Xerox en 1965. Il obtient ensuite son MBA de la Columbia Business School, dont il sort diplômé en 1967. Il est également Chartered Financial Analyst.

### Carrière dans l'investissement
Juste après avoir obtenu son diplôme de Columbia, il rejoint Goldman Sachs où il passe ses 22 premières années dans le département de recherche en investissement en tant que partenaire en charge, co-président du comité de politique d'investissement et président du comité de sélection d'actions. En 1989, il devient président et directeur général de Goldman Sachs Asset Management, et est directeur des investissements de la ligne de produits actions, y compris la gestion du fonds commun de placement à capital variable GS Capital Growth Fund, pendant un an et demi.
Chez Goldman Sachs, il est élu stratège de portefeuille numéro un dans l'enquête « All-America Research Team » du magazine Institutional Investor (en), pendant neuf années consécutives.
Fin 1991, après 25 ans, il prend sa retraite de ses postes de partenaire général de Goldman, Sachs & Co. et de président et directeur général de Goldman Sachs Asset Management.
Après avoir quitté Goldman Sachs, il organise un partenariat d'investissement privé nommé Omega Advisors, Inc,,,. Il prend sa retraite en 2016 et transforme Omega en un family office.

### Enquête de la SEC en 2016
Le 21 septembre 2016, Cooperman est accusé de délit d'initié par la Securities and Exchange Commission (SEC),. Il nie les allégations,, et fait face à des accusations criminelles dans une procédure parallèle connexe tout en invoquant son droit au cinquième amendement contre l'auto-incrimination lors d'une audience de la SEC. En mai 2017, sa société accepte un règlement de 4,9 millions de dollars avec la SEC. Dans le cadre de l'accord, Omega Advisers n'admet aucun méfait. Dans le cadre du règlement, Cooperman et Omega acceptent une surveillance continue de la conformité jusqu'en 2022. La surveillance comprend l'accès à un contrôleur de conformité sur place avec accès à leurs communications électroniques et dossiers de trading. En outre, Cooperman et Omega doivent soumettre des certifications mensuelles indiquant qu'ils n'ont pas connaissance d'informations privilégiées importantes avant toute transaction sur titres.
À la suite du règlement, Cooperman commente : « Le processus, à mon avis, est totalement abusif. C'est un problème que le gouvernement devrait régler », et « Mes avocats m'ont dit que la probabilité que je gagne serait écrasante, et que si je ne gagnais pas, cela n'aurait rien à voir avec les mérites de l'affaire », dit-il. Les responsables de la SEC refusent de commenter.

## Vie personnelle
Avec son épouse Toby, il a deux fils, Wayne et Michael, et trois petits-enfants,,. Depuis la fin des années 1970, il réside dans le quartier de Short Hills (en) à Millburn dans le New Jersey, mais il passe la majorité de son temps à Boca Raton en Floride. Il reçoit un doctorat honorifique en finance de l'université Roger Williams de Rhode Island.
En 2012, il figure dans la liste des 50 Most Influential (en) du magazine Bloomberg Markets (en). Forbes le classe parmi les 40 gestionnaires de fonds spéculatifs les mieux rémunérés en 2013. L'année suivante, le magazine le classe parmi les 25 premiers.

## Opinions politiques et économiques
Au cours des dernières années, Cooperman fait principalement des dons aux campagnes politiques républicaines.
En novembre 2011, il attire l'attention pour une lettre ouverte au Président Barack Obama dans laquelle, entre autres, il l'accuse de s'engager dans une lutte des classes,.
En 2019, il critique la proposition de la candidate démocrate à la présidentielle de 2020, Elizabeth Warren, d'instaurer un impôt sur la fortune. Il déclare que cela conduirait à des « actes contre nature », serait presque impossible à contrôler et serait probablement inconstitutionnel. Il déclare que le marché boursier chuterait de 25 % si Warren était élue. Dans une interview sur CNBC, il critique l'éventuel impôt sur la fortune de Warren et ses implications sur sa fortune de plusieurs milliards de dollars. Sa critique de l'augmentation hypothétique des impôts est ensuite utilisée dans une publicité de la campagne présidentielle de 2020 de Bernie Sanders.
Pendant l'affaire GameStop de janvier 2021, il apparaît sur CNBC pour discuter de la situation, déclarant avec colère que cela est causé par « des gens assis chez eux recevant des chèques du gouvernement (en) » faisant partie de la réponse des États-Unis à la pandémie de Covid-19. Il attaque également le président Joe Biden, pour qui il dit avoir voté, concernant les éventuelles augmentations des impôts sur les plus-values, déclarant que « la part équitable est un concept bidon » et que « c'était juste une manière d'attaquer les riches, ». CNBC supprime ensuite cette partie de la vidéo de leur article en ligne sur son apparition.
En octobre 2023, Cooperman décide de cesser de faire des dons à l'université Columbia au milieu des protestations étudiantes contre la guerre à Gaza, « Nous n'avons qu'un seul allié fiable au Moyen-Orient — c'est Israël. Nous n'avons qu'une seule démocratie au Moyen-Orient — c'est Israël, d'accord ? Et nous n'avons qu'une seule économie tolérante envers les différentes personnes — gays, lesbiennes, etc. Et c'est Israël », déclare Cooperman lors de son intervention dans l'emission The Claman Countdown sur Fox Business. Il appelle également au licenciement du professeur Joseph Massad qui décrit l'attaque meurtrière du Hamas contre Israël comme « géniale » et « stupéfiante ». Il déclare ensuite que « Columbia a été trop lente à réagir et à reconnaître ces têtes de merde pour ce qu'elles sont ».

## Philanthropie
Signataire du Giving Pledge, Cooperman et son épouse rejoignent la cause en 2010, qui est un engagement des individus et des familles les plus riches du monde à consacrer la majorité de leur richesse à des efforts caritatifs.
Cooperman et sa famille s'engagent à hauteur de 5 millions de dollars en 2010 en tant que fonds permanent destiné à ancrer des activités soutenant l'identité et la continuité juives parmi les jeunes adultes Le Fonds Cooperman Family pour un avenir juif Birthright Israel, est la première dotation de ce type dans le pays.
Il fait don de 25 millions de dollars à son alma mater, la Columbia Business School, en 2011. Le don est destiné à soutenir la construction de nouvelles installations dans le quartier de Manhattanville à New York, y compris une nouvelle installation pour la Graduate School of Business de Columbia.
En avril 2014, la Fondation familiale Leon et Toby Cooperman s'engage à verser 25 millions de dollars au Saint Barnabas Medical Center (en) pour la construction d'un nouveau pavillon Cooperman Family de 18 000 m².
En septembre 2021, la Fondation familiale Leon et Toby Cooperman fait don de 100 millions de dollars au Saint Barnabas Medical Center qui est rebaptisé Cooperman Barnabas Medical Center.
Il lance un programme de financement de bourses en 2015. Le Fonds Cooperman College Scholars aide les élèves du secondaire prometteurs à payer leurs études universitaires,. Lors de son lancement, le fonds s'associe à quatre collèges et universités du New Jersey et de Pennsylvanie : The College of New Jersey (en), l'université Rutgers-Newark (en), l'université Rowan, et le Franklin & Marshall College (en).
Il est également l'un des Master Players fondateurs du concours de trading d'actions virtuel Portfolios with Purpose (en)
Il est également membre du conseil d'administration de la Damon Runyon Cancer Research Foundation (en),.
Cooperman est membre bienfaiteur de la Songs of Love Foundation, une organisation qui enregistre de la musique personnalisée pour les personnes souffrant de maladies chroniques. Le 7 juin 2017, il relève le fédi de présenter une subvention d'un million de dollars sur quatre ans de la Fondation familiale Leon et Toby Cooperman.